# Samuel Reuss
Samuel Reuss (8. září 1783 Slovenská Ľupča – 22. prosince 1852 Revúca) byl etnograf, historik, evangelický kněz.

## Život
Studoval na latinském lyceu v Ožďanech, od roku 1795 na evangelickém lyceu v Kežmarku, od roku 1801 na evangelickém lyceu v Bratislavě, později teologii, filozofii, filologii, historii, botaniku a mineralogii na univerzitě v Jeně. V letech 1806 až 1807 byl učitel a zástupce ředitele v Banské Bystrici, v letech 1807 až 1809 byl kaplanem a učitelem v Tisovci, v letech 1809 až 1812 byl farářem v Kraskově, od roku 1812 byl farářem v Revúci a administrátorem Potiské superintendence, členem Učené společnosti malohontské, zakladatelem knihovny v Revúci. Byl podporovatelem štúrovského programu v revoluci v letech 1848 až 1849. Zabýval se historií Slovanů, církevními dějinami, minulostí obcí Polomka a Šumiac. Byl autor národopisných studií, sběratel lidové slovesnosti. Během studií v Jeně se zajímal o přírodní vědy, seznámil se s básníkem J. W. Goethem, který ho navrhl za tajemníka nerostopisného spolku a se kterým udržoval písemné kontakty i po odchodu z Jeny.

## Výběr z díla
- Ueber die Kirchen-Disciplin bei den Protestanten der praktische Theil fehlt.
- Das Privilegium fori bei den Protestanten in Ungarn (1838)
- Ueber Begräbnisse und Begräbnissörter. Ein Beitrag zum protestantischen Kirchenrechte (1841–1842)